# David John Middleton
David John Middleton (n. 1963) es un botánico y explorador irlandés. Forma parte del equipo de científicos del Real Jardín Botánico de Edimburgo.
Ha recolectado fanerógamas y briófitas del Sudeste Asiático, mayormente de Tailandia, Malasia, Filipinas, Camboya, Laos y Brunéi.
Ha colaborado con la familia Apocynaceae en Flora of China 

## Algunas publicaciones
- Middleton, DJ. 1989. Taxonomic studies in the genus Gaultheria L. and other related genera (Ericaceae). Tesis de Ph.D., Universidad de Aberdeen
- ----. New Combinations in Urceola (Apocynaceae). 1994. Novon 4 ( 2): 151
- Lindsay, S; DJ Middleton. 2003. Proposal to Conserve the Name Davallia repens (L.f.) Kuhn (Davalliaceae) against D. repens (Bory) Desv. (Lindsaeaceae). Taxon 52 ( 3) : 630-631
- 2004. A revision of Kopsia (Apocynaceae: Rauvolfioideae). Harvard Pap. Bot. 9: 89-142
- Livshultz, T, DJ Middleton, ME Endress, JK Williams. 2007. Phylogeny of Apocynoideae and the Apsa clade (Apocynaceae S.L.)

- Hendrian; DJ Middleton. 1999. Revision of Rauvolfia (Apocynaceae) in Malesia. Blumea 44 (1)

- La abreviatura «D.J.Middleton» se emplea para indicar a David John Middleton como autoridad en la descripción y clasificación científica de los vegetales.[1]

## Fuente
- Desmond, R. 1994. Dictionary of British & Irish Botanists & Horticulturists includins Plant Collectors, Flower Painters & Garden Designers. Taylor & Francis & The Natural History Museum, Londres